# 자 (이름)

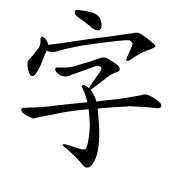

자(字)는 한자 문화권, 특히 중국이나 한국, 일본, 베트남에서 성년이 되는 관례 때 받는 이름인 관명(冠名)과 함께 스스럼없이 부를 수 있도록 짓는 새로운 이름을 말한다. 이는 이름이 부모가 주신 것으로서 부모님이나 스승, 왕(혹은 황제) 외에는 함부로 부르지 못하는 것으로 인식하던 것에 기인한다. 따라서 관례 전까지 쓰던 이름인 아명(兒名)이 따로 있다.
대개 형제의 서열에 따라 특정한 글자가 들어가는 경우가 많다. 예를 들어, 이름에 원(元)이나 백(伯), 맹(孟)이 들어가면 맏아들임을 의미한다. 삼국지에서 초기 오나라의 기틀을 다졌던 손책(孫策)의 경우 맏이로 자가 백부(伯符)였고 그 다음 동생이며 그 뒤를 이어 오나라 황제에까지 올랐던 둘째 손권(孫權)은 자가 중모(仲謀)였다. 그러나 한국의 경우 조선 시대에 들어오면 이러한 원칙이 무너지기도 하였으며, 맹(孟)이 들어가면 맏이지만 본부인에게서 태어나지 못한 서자였다는 말도 있다.
형제들 간의 나이 차가 그다지 많지 않을 때에는 돌림자를 사용하여 맏이부터 순서대로 백(伯) · 중(仲) · 숙(叔) · 계(季) 순으로 자를 짓는 경우가 있었고, 5명이 넘는 형제일 경우 막내는 유(幼)로 끝내게 되었다. 예를 들어, 삼국지에서 사마팔달(司馬八達)로 유명했던 사마랑 · 사마의 형제의 경우, 첫째부터 막내까지 각각 백달(伯達) · 중달(仲達) · 숙달(叔達) · 계달(季達) · 현달(顯達) · 혜달(惠達) · 아달(雅達) · 유달(幼達)로, ‘달(達)’이 돌림자처럼 통일되어 있어서 자가 중달인 사마의가 둘째였음을 알 수 있다. 또한 마씨오상(馬氏五常)으로 알려졌지고 통칭 "백미(白眉)"였던 마량은 자가 계상(季常)으로 형제 중에 넷째임을 알 수 있고, 그 동생인 마속은 자가 유상(幼常)으로 형제 중에 막내였음을 알 수 있고, 오상(五常)이므로 형제가 모두 상(常)이 돌림자로 쓰인 다섯 명의 형제였던 것을 알 수 있다. 자(字)로만 알려진 사람은 옛 초나라의 항우와 중화민국의 장제스가 유명하다.

## 참고 자료
- 호
- 휘